# Lisette Malidor
Lisette Malidor, née le 14 mai 1944 à la Martinique, est une danseuse, chanteuse, meneuse de revue et actrice française.

## Biographie
Ces informations proviennent de l'article Des Folies au Moulin-Rouge, Lisette se fait gardienne de la tradition Joséphine Baker,.
Embauchée chez un notaire de Pontoise comme jeune fille au pair, Lisette Malidor quitte la Martinique pour la métropole à l'âge de 14 ans.
À partir de 1961, elle enchaîne de petits emplois et suit des cours d'esthéticienne-manucure. Elle est embauchée en 1967 chez un coiffeur de la rue Milton à Paris.
En 1970, parallèlement à son travail au salon de coiffure, elle est vendeuse de programmes le soir au Casino de Paris. C'est là que le chorégraphe Roland Petit, qui dirige la salle de spectacles depuis mars 1970, la remarque et lui propose de passer une audition. Retenue à l'audition, elle suit des cours de danse et intègre la revue du Casino.
Le rôle de meneuse de la revue Zizi je t'aime !, spectacle créé en décembre 1971 avec Zizi Jeanmaire, lui est confié en 1973. La célébrité est immédiate et les journaux la comparent à une « nouvelle Joséphine Baker », comparaison qu'elle va expliciter à Joséphine Baker lorsqu'elle la rencontre : « Je suis allée vers elle et je lui ai dit que j'étais ravie de faire sa connaissance, mais qu'il n'était pas de mon fait que l'on me compare à elle en disant que j'étais “la nouvelle Joséphine Baker” ». En 2010-2011, elle rend son Hommage à Joséphine Barker avec un spectacle musical de sa conception notamment présenté au théâtre Jean-Vilar (Suresnes).
Mais la direction du Casino de Paris constate malheureusement que « le concept de revue, qui a fait les beaux jours du Music-hall et la légende du Casino de Paris, n’est plus dans l’air du temps ». En 1975, Roland Petit dépose le bilan du Casino de Paris. Lisette Malidor poursuit alors sa carrière de meneuse de revue au Moulin rouge (1976 à 1979) et aux Folies Bergère (1983 à 1985) tandis qu'en 1982, après une ultime revue, « le Casino de Paris rompt définitivement avec la tradition des Grandes Revues. Le Casino commence alors une nouvelle carrière. […] Programmer des spectacles de qualité dans un cadre prestigieux ».
Henri Betti et Serge Gainsbourg, lui ont écrit des chansons pour ses revues.
À l'issue de sa carrière de danseuse, elle a tourné dans une dizaine de films, notamment La Truite de Joseph Losey.
Elle s'est ensuite tournée vers le théâtre.

## Théâtre
Liste non exhaustive. Les informations proviennent principalement des sites Lisette Malidor sur data.bnf.fr, Lisette Malidor sur Les Archives du spectacle, sauf mention contraire.
- 1978-1979 : La Ville de Paul Claudel, mise en scène Anne Delbée, Rencontres de Brangues (Isère), parvis Beaubourg de Paris (sous chapiteau).
- 1978-1979 : Le Crépuscule du théâtre, d'Henri-René Lenormand, mise en scène Anne Delbée, parvis Beaubourg de Paris (sous chapiteau).
- 1979-1980 : Errances, spectacle de poésies africaines et antillaises, mise en scène Benjamin Jules-Rosette, théâtre Noir (Paris).
- 1985-1986 : Le Monstre Turquin, adaptation par Petrika Ionesco et Fernand Bourrascq de l'œuvre de Carlo Gozzi, mise en scène Petrika Ionesco, maison des Arts André Malraux (Créteil).
- 1990-1991 : Le Balcon de Jean Genet, mise en scène	Lluís Pasqual, théâtre de l'Odéon.
- 1991-1992 : Andromaque de Jean Racine, mise en scène Anne Delbée, théâtre 14 (Paris).
- 1992 : Coetse, adaptation par Michel Valmer du Récit de Jacobus Coetzee de J. M. Coetzee, mise en scène Michel Valmer, Printemps des Comédiens/Parc du Château d'Ô (Montpellier), Fête de l'Humanité (Paris).
- 1995-1996 : La Médée du 124, adaptation par Garance du roman Beloved de la dramaturge américaine Toni Morrison, mise en scène Garance, théâtre Toursky (Marseille).
- 1998 : Amphitryon de Molière, mise en scène Marcel Maréchal, théâtre du Rond-Point : « La Nuit ».
- 1998-2000 : La Fiancée du vent de Jean Bescos, mise en scène Philippe Adrien, Grande halle de la Villette, salle Boris Vian[Où ?] et tournée.
- 2000 : Les Pénitents blancs, ballet d'après le Rituel de mes jambes de Pablo Neruda, direction artistique Karine Saporta, chorégraphie François Raffinot, festival d'Avignon (chapelle des Pénitents blancs).
- 2000-2001 : Ladies Night (Molière 2001 du meilleur spectacle comique), adaptation française par Jacques Collard et Alain Helle de la pièce néo-zélandaise Ladies Night (en) d'Anthony McCarten et Stephen Sinclair[7],[Note 4], mise en scène Jean-Pierre Dravel et Olivier Macé, théâtre Rive Gauche : Glenda.
- 2005 : Les Monologues du vagin d’Eve Ensler, mise en scène Isabelle Rattier, théâtre de Paris.
- 2008-2009 : Les Saltimbanques, spectacle musical de Louis Ganne (musique) et Maurice Ordonneau (livret), mise en scène Jean-François Vinciguerra, direction musicale Christophe Talmont, chorégraphie de Patrick Salliot, Opéra-théâtre de Metz : Madame Malicorne.
- 2010-2011 : Hommage à Joséphine Baker, spectacle conçu par Lisette Malidor, 	centre culturel Olivier Messiaen (Champigny-sur-Marne), théâtre Jean-Vilar (Suresnes), tournée.
- 2011 : Ourika de Claire de Duras, mise en espace Philippe Adrien, théâtre à Vif, théâtre de la Tempête.

### Revues
- 1973-1974 : Zizi je t'aime, revue de Roland Petit créée au début des années 1970 au Casino de Paris avec Zizi Jeanmaire. Lisette Malidor devient la nouvelle meneuse de cette revue légèrement modifiée pour elle[8].
- 1976-1979 : Follement, revue au Moulin-Rouge, mise en scène Ruggero Angeletti, chorégraphie de Doris Haug et Ruggero Angeletti, musique d'Henri Betti et Jean-Pierre Landreau, paroles d'André Hornez[Note 5].
- 14 juin 1982 : meneuse de revue au Casino de Paris, gala exceptionnel Mes scènes de Paris  au profit de la fondation Perce-Neige, organisé et produit par les étudiants de l’École supérieure de gestion de Paris, avec la participation des troupes du Lido, des Folies Bergère et du Paradis latin.
- 1982-1983 : Folies de Paris aux Folies Bergère, revue, mise en scène Michel Gyarmathy, chorégraphie de Claudette Walker, Stanislas Zmarlik et Jean-Étienne Raynaud, musique de Pierre Porte et Henri Betti, paroles de Charles Level et Pascal Sevran.

## Filmographie
- 1979 : Zoo zéro de Alain Fleischer : Ivy, l’androgyne
- 1981 : Le Roi des cons de Claude Confortès : Sabine, la pharmacienne
- 1982 : La Truite de Joseph Losey : Mariline
- 1984 : Ronde de nuit de Jean-Claude Missiaen : Mara
- 1988 : Contrainte par corps de Serge Leroy
- 1992 : Siméon d'Euzhan Palcy : voix de « la Dame de feu »
- 2004 : Ne quittez pas ! d'Arthur Joffé : le « Prince Noir »
- 2011 : Goltzius et la Compagnie du Pélican (Goltzius and the Pelican Company) de Peter Greenaway : Ebola Goyal
- 2013 : Les Milandes : le troisième amour de Joséphine Baker, documentaire télévisé de Marie-Chritine Gambart, commentaires de Patrick Poivre d'Arvor et lecture par Lisette Malidor, diffusion sur France 5 (durée : 26 minutes)[9]
- 2019 : Mon frère de Julien Abraham : la grand-mère

### Vidéo
Des contes d'Hoffmann, de Jacques  Hédouin (prod.) et de Pierre  Cassavilsas (réal.) d’après Les Contes d'Hoffmann de Jacques  Offenbach, Edizioni Del Prado, coll. « Opera Collection », 2005, DVD, 120 minutes : Lisette Malidor tient le rôle de « Stella » dans cette adaptation des Contes d'Hoffmann produite par l'Opéra de Lyon. L'orchestre de l'Opéra national de Lyon est dirigé par Kent Nagano et les chœurs par Richard Cooke. Mise en scène de Louis Erlo.

## Discographie
Les informations proviennent principalement des sites Discogs et Encyclopédisque.

## Décorations
- Chevalière de la Légion d'honneur (2024)[11]